# Маньків
Ма́ньків — село в Україні, у Затурцівській сільській громаді Володимирського району Волинської області. Населення становить 860 осіб.

## Географія
Село розташоване на лівому березі річки Турії.

## Історія
У 1906 році урочище Киселинської волості Володимир-Волинського повіту Волинської губернії. Відстань від повітового міста 36 верст, від волості 10. Дворів 1, мешканців 10.
Після ліквідації Локачинського району 19 липня 2020 року село увійшло до Володимир-Волинського району.

## Населення
Згідно з переписом УРСР 1989 року чисельність наявного населення села становила 888 осіб, з яких 430 чоловіків та 458 жінок.
За переписом населення України 2001 року в селі мешкали 893 особи.

### Мова
Розподіл населення за рідною мовою за даними перепису 2001 року:
| Мова       | Кількість | Відсоток |
| ---------- | --------- | -------- |
| українська | 854       | 99.30%   |
| російська  | 4         | 0.47%    |
| білоруська | 2         | 0.23%    |
| Усього     | 860       | 100%     |